# Bataille d'Aguanueva
Guerre d'indépendance du Mexique
La bataille d'Aguanueva est une action militaire de la guerre d'indépendance du Mexique qui eut lieu le 7 janvier 1811 dans la hacienda de Aguanueva, État de Coahuila. Les insurgés commandés par le général José Mariano Jiménez (es) y vainquirent les forces royalistes du brigadier Antonio Cordero y Bustamante. Composées de quelque 700 soldats et volontaires, les forces royalistes de l'État de Coahuila sous le commandement du gouverneur militaire Manuel Antonio Cordero y Bustamante (en) se retrouvèrent face à une force de 8 000 rebelles. Découragées par l'écrasante supériorité numérique de l'ennemi, les forces royalistes se rendirent peu après la bataille.

## Sources
- BUSTAMANTE, Carlos María de (1846). Cuadro histórico de la revolución mexicana, comenzada en 15 de septiembre de 1810 por el ciudadano Miguel Hidalgo y Costilla, Cura del pueblo de los Dolores. (Impr. de JM Lara edición). México.